# Ostra mogiła (obwód Sliwen)
Ostra mogiła (bułg. Остра могила) – wieś w Bułgarii, w obwodzie Sliwen, w gminie Koteł. Według danych szacunkowych Ujednoliconego Systemu Ewidencji Ludności oraz Usług Administracyjnych dla Ludności, 15 czerwca 2020 roku miejscowość liczyła 151 mieszkańców.